# Hrabina Ségur
Zofia Rostopczyna, hrabina de Ségur (ur. 1 sierpnia 1799 w Petersburgu, zm. 9 lutego 1874 roku w Paryżu) – francuska powieściopisarka pochodzenia rosyjskiego, autorka słynnych w całej Europie opowiadań dla dzieci.

## Pochodzenie
Hrabina Ségur pochodziła z dużej rosyjskiej rodziny szlacheckiej, której genealogia sięga mongolskich chanów Złotej Hordy i rodziny Czyngis-chna.
Jej ojcem był hrabia Fiodor Rostopczyn (1763-1826), który początkowo był generałem broni piechoty, potem ministrem spraw zagranicznych cara Pawła I (ojca chrzestnego Zofii), a finalnie gubernatorem generalnym Moskwy. Jej matką jest hrabina Katarzyna Protasowa, druhna Katarzyny II. Zofia była trzecim dzieckiem pary.

### Młodość
Zofia Rostopczyna otrzymała edukację przeznaczoną dla dzieci rosyjskiej arystokracji, która nastawiona była głównie na nauczanie języków obcych, zwłaszcza języka francuskiego. Dzięki systematycznej pracy i trudowi włożonemu w naukę, hrabina Ségur, już jako dorosła kobieta, władała biegle pięcioma językami.
Jako młoda dziewczyna padała ofiarą licznych kar cielesnych zadawanych przez rodziców (szczególnie przez matkę). Pod wpływem Josepha de Maistre’a (Ministra Pełnomocnego Króla Sardynii u cara) i jezuitów, hrabina Rostopczyna nawróciła się z prawosławia na katolicyzm. Od trzynastego roku życia Zofia była wychowywana już, wbrew woli ojca, w duchu religii katolickiej. On sam pozostał jednak prawosławny.
W 1812 roku podczas inwazji Napoleona na Rosję jej ojciec piastował stanowisko gubernatora Moskwy. W tym czasie pisał pamflety przeciw Napoleonowi. Nakazał usunąć pompy przeciwpożarowe i uwolnić więźniów z misją podpalenia każdej dzielnicy Moskwy. Pożar Moskwy, skomentowany przez Zofię: Widziałam zorzę polarną unoszącą się nad miastem, zmusił Napoleona do wycofania się. Sukces tego planu pociągnął jednak za sobą wrogość nie tylko tych, którzy stracili swoje domy, ale również arystokratów-kupców do tego stopnia, że Fiodor Rostopczyn zdegradowany przez cesarza, wolał opuścić ojczyznę i osiedlić się w Polsce w 1814 roku, potem w Niemczech, we Włoszech, a w końcu w 1817 we Francji. We wszystkich tych krajach został przyjęty jako bohater, wybawca monarchii.

### Wyjazd do Francji i zawarcie małżeństwa
Fiodor Rostopczyn sprowadził rodzinę do Paryża, gdzie dziewiętnastoletnia Zofia po raz pierwszy spotyka Eugeniusza Ségur (1798-1869), wnuka marszałka Ségura będącego ambasadorem Francji w Rosji. Eugeniusz był siostrzeńcem generała Filipa Ségura, adiutanta Napoleona, który omal nie zginął w moskiewskim pożarze. Małżeństwo, zaaranżowane przez Zofię Swetczynę, Rosjankę, która również przeszła na katolicyzm, zostało zawarte 14 lipca 1819 roku. Rok później rodzice Zofii Ségur wrócili do Rosji.
Zawarte z miłości małżeństwo było początkowo szczęśliwe, ale rozpadło się z winy frywolnego męża, który zdradzał Zofię z ich służącą. Sytuacja Eugeniusza, zubożałego i próżnego, poprawiła się dopiero w 1830 roku, kiedy to został parem Francji. Małżeństwo Ségur doczekało się dziewięciorga dzieci. Eugeniusz nazywał swoją żonę „matką Gigogne”.
Poliglotka, władająca pięcioma językami Zofia Rostopczyna przejawiała niekiedy zachowania histeryczne, częściowo odziedziczone od matki, ale także z powodu choroby wenerycznej przekazanej przez męża. Przeżywała również kryzysy nerwowe będące konsekwencją długich okresów milczenia.

### Spóźnione powołanie
Przypadek hrabiny Ségur pokazuje nam, że spóźnione powołanie może okazać się sukcesem: w istocie napisała ona swoją pierwszą książkę mając ponad 50 lat.
Hrabina Ségur zaczęła poświęcać się literaturze notując bajki, które opowiadała swoim wnukom i grupując je w taki sposób aby stworzyć coś, co dzisiaj nosi tytuł „Les Nouveaux Contes de fées”.
Podpisała swój pierwszy kontrakt w październiku 1855 roku za jedyne tysiąc franków. Sukces „Nouveaux Contes de fées” zachęcił ją do napisania dzieła dla każdego ze swoich wnuków.
Kilka lat później Eugeniusz Ségur udzielił Ludwikowi Hachette prawa wyłącznej sprzedaży książek dla dzieci na stacjach. W 1860 roku, Ludwik Hachette zaczął wydawać kolekcję „Różowej Biblioteki”, w której od tamtej pory, publikowane były wszystkie dzieła hrabiny.

## Twórczość

### Przedstawienie tematyki dzieł
Nawracająca tematyka kar cielesnych, które prawdopodobnie stanowią odzwierciedlenie jej własnego dzieciństwa z matką, zrywają z modelami dotychczasowej literatury dziecięcej – zwłaszcza z modelem bajek Perraulta czy też bajek pani Aulnoy. W dziełach hrabiny Ségur, kara jest przedstawiona w bardzo brutalny sposób.
Wiele innych aspektów jej twórczości opisuje specyfikę, która dotyczy tylko niewielkiej mniejszości dzisiejszego społeczeństwa francuskiego, na przykład: zwracanie się do rodziców per pan czy też status służących. Inne aspekty są nieco przestarzałe: leczenie medyczne takie jak nadmierne upuszczania krwi, okłady posypane kamforą, słona woda przeciwko wściekliźnie itd. Realizm w reprezentacji życia codziennego i jego najmniejsze szczegóły sprawiły, że hrabina Ségur została nazwana przez Macelle Tinayre «Balzakiem dzieci».
Dzięki niektórym postaciom jej dzieła przedstawiają karykatury i stereotypy obyczajów różnych ludów, takie jak wyobrażała sobie arystokracja francuska, na przykład: skąpych i niechlujnych Szkotów, złoczyńców i szermierzy arabskich, polskich pijaków i brudasów, Wołochów i Cyganów przedstawianych jako złodziei i kłamców oraz brutalnych Rosjan znęcających się nad swoimi kobietami.

### Źródła inspiracji
Hrabina Ségur nadała wielu postaciom imiona osób należących do jej najbliższego otoczenia, wyrażając w tej sposób maksymę: Pisz tylko to, co widziałeś. Oto kilka przykładów :
- Zofia: jej własne imię. Jest psotną postacią, spragnioną eksperymentów nie aprobowanych w żaden sposób przez rodziców  – chodzenie po wapnie, obcinanie rzęs, używanie gorącej lokówki na włosach swoich i swojej lalki. Historie opowiadające o życiu Zosi od początku wyjazdu do Ameryki są dla niej bardzo bolesne (utrata matki, następnie śmierć ojca, bycie ofiarą przemocy fizycznej ze strony macochy, powrót do Francji). Hrabina przypisała tej postaci wiele swoich własnych wspomnień z dzieciństwa[8].
- Kamila i Magda: imiona jej dwóch wnuczek.
- Paweł: jeden z jej zięciów, ojciec bohaterek powieści Petites filles modèles

### Lekcja moralności
Wysoce moralizatorskie powieści hrabiny Ségur były poddawane wielu korektom przez jej najstarszego syna prałata Louisa-Gastona de Ségur.
W jej powieściach edukacja jest czynnikiem determinującym w ewolucji jednostki. Złe wpływy i środowisko represyjne mogą „zachęcić” dziecko do chęci bycia grzesznym człowiekiem. Nie mniej jednak, zbyt przesadna tolerancja i pobłażanie ze strony rodziców również rozwija w nim okrucieństwo i skrajny egoizm.
Powieści przedstawiają przykłady tego, co należy robić, a czego nie wolno. Tytuły wyrażają skądinąd ten dualizm, na przykład Jacek, który zrzędzi i Jacek, który się śmieje.
W niektórych przypadkach, młodzi bohaterowie popełniają błędy, które wynikają z represyjnej i brutalnej edukacji, przemocy i niesprawiedliwości, jakie przeżywają Karol czy też Zofia w powieści Les Petites Filles modèles, która jest maltretowana przez swoją macochę, panią Fichini. W innych przypadkach, są to rodzice którzy rozpieszczają i nigdy nie karzą swoich pociech, lub którzy bronią swojego stanowiska niezależnie od tego, jakie byłoby zachowanie ich dziecka, na przykład rodzice Juliana w Pauvre Blaise czy Giseli w Quel amour d’enfant.
Więcej niż proste powieści o wpływie autobiograficznym, dzieła hrabiny de Ségur silnie wpłynęły na nową ideę pedagogiki.

## Dzieła wydane w Polsce
- Grzeczne dziewczynki; Warszawa, Gebethner i Wolff, 1873
- Gospoda pod Aniołem Stróżem; Lwów, K. Łukaszewicz, 1887
- Psotny djablik; oprac. E. Warzycka Kraków, M. Skulska, 1921
- Przykładne dziewczątka: zajmująca powieść dla panienek; wolny przekład z fr. Jerzego Orwicza ; il. Marjan Stroynowski Warszawa,"Nowe Wydawnictwo", 1935
- Dobry mały djabełek; powieść dla dzieci Warszawa, "Ciekawa Lektura", 1936
- Przygody Zosi i; Wesołe wakacje: zajmujące opowiadania dla panienek; wolny przekł. z fr. Jerzego Orwicza; il. Marjan Strojnowski Warszawa,Nowe Wydawnictwo, 1936
- Pamiętniki osiołka; z fr. przeł. Bożena Sęk; zil. Hanna Grodzka -Nowak, Warszawa, "Alfa", 1992
- Strapienia Zosi; przeł. Anna Micińska; il. Kazimierz Wiśniak Wrocław, Wydawnictwo Dolnośląskie, 1995
- Zosia w tarapatach; tł. Elżbieta Janota; il. Ariane Delrieu, Ożarów Mazowiecki : Wydawnictwo Olesiejuk, 2016